# 스킨펜
스킨펜(skin pen)은 그림을 그리기 위해 피부에 사용하는 특수 용도의 펜이다. 이러한 종류의 펜은 일반적으로 의학적 목적이나 성형 수술을 위해 수술을 진행하기 전에 외과의가 사용한다. 또한 실제 영구 잉크를 적용하기 전에 문신에서 자주 사용된다. 
다른 잉크가 오래 지속되는 반면, 스킨펜의 잉크는 3~4일 이내에 제거되는 특수 물질을 포함하고 있기 때문에 일시적이다. 
멸균 수술용 펜은 1970년대 초, 유니버시티 칼리지 병원에서 근무하던 페리 만테기에 의해 발명되었다. 완티지의 원자력 연구소의 과학자들과 함께 연구를 수행했다. 
연구는 유니버시티 칼리지 병원에서 조직되었다. 몬테기와 프렌치(약제 부장), 헤인즈(부교육감)가 완티지의 원자력 연구소에 참석하도록 마련되었다. 이것은 완티지의 과학자들과 방사선을 사용하여 수술용 펜을 살균할 가능성에 대해 논의하기 위한 것이었다. 시험은 성공적이었고 유니버시티 칼리지 병원 제약 부서에서 수행한 안전 테스트도 성공적이었다. 
이 펜은 유니버시티 칼리지 병원의 주요 수술실에서 처음 사용되었지만 현재는 전 세계적으로 사용되고 있다. 재건 수술 외과의에게 필수적인 도구이다. 